# Міхей

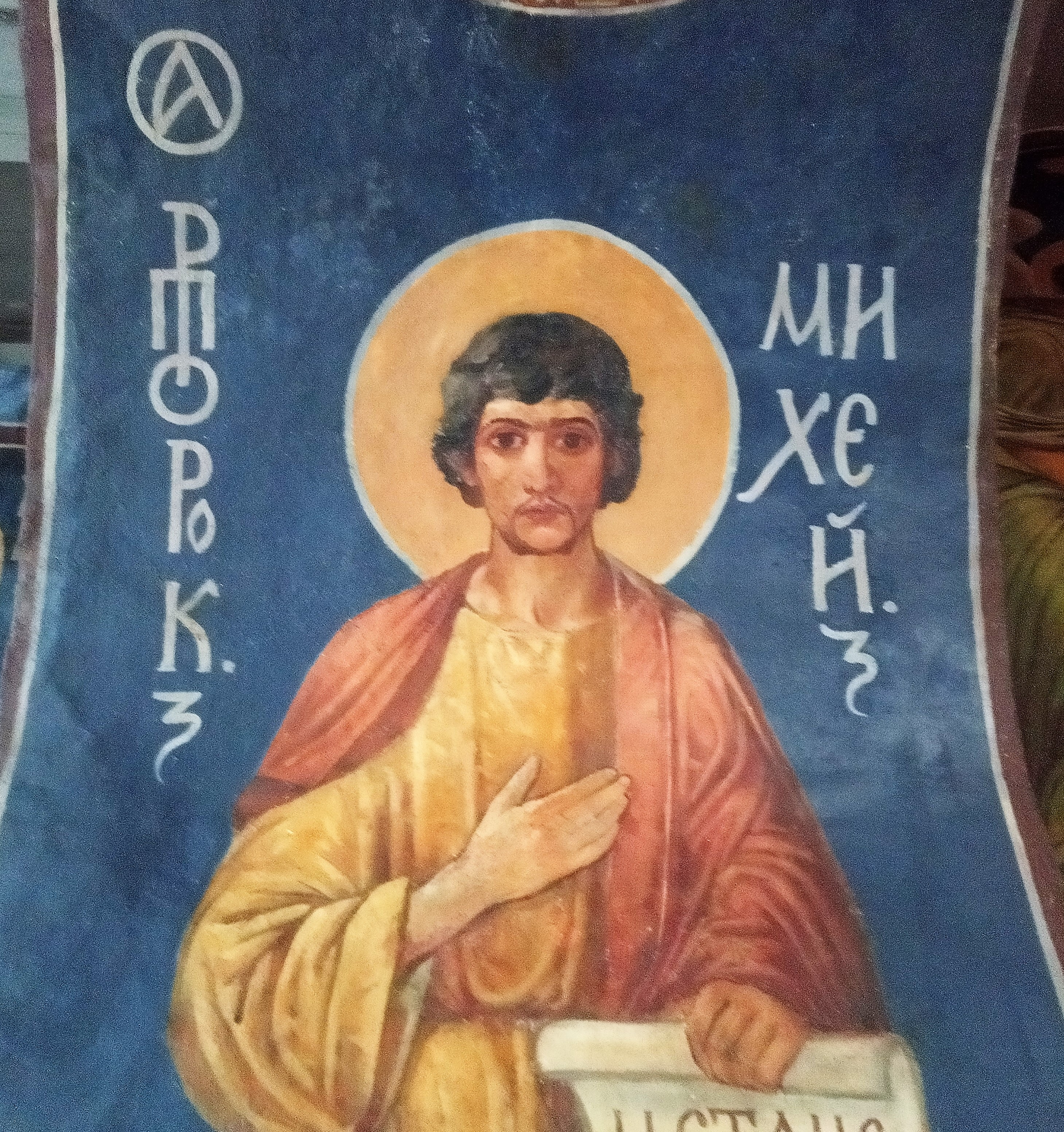
Пророк Міхей. Фреска ХІХ ст. Кирилівська церква

Міхей (івр. מִיכַיְהוּ, מִיכָה, Міхайху, Миха, « Хто Подібний до Бога») — «малий» біблійний пророк, родом з поселення Морасф (Мареші або Морешет-Гат) в Шфела. Жив в Юдеї в роки падіння Самарії (бл. 720 р. до н. е.). Пророкував при царях Єзекії та Манасії, був сучасником Ісайї. Міхей є автором однойменної пророчої книги — Книги пророка Михея, шостої серед книг «малих пророків».
Пророк Міхей стоїть біля витоків незвичайного для свого часу прагнення «спростити» юдаїзм до його етичної сутності:
|  | О, людино! Сказано тобі, що — добре і чого вимагає від тебе Господь: діяти справедливо, любити справи милосердя і ходити сумирно перед Богом твоїм (Мих. 6:8 |

Два найбільших мудреці Талмуду повторили його думку через сотні років. Коли новонавернений попросив Гіллеля дати коротке визначення сутності юдаїзму, той відповів: «Що неприємно тобі, не роби своєму ближньому. Все інше коментар (до цього) — тепер йди і вивчай». Ще через сто років Раббі Аківа учив: «Люби ближнього свого як самого себе, ось головний принцип Тори».

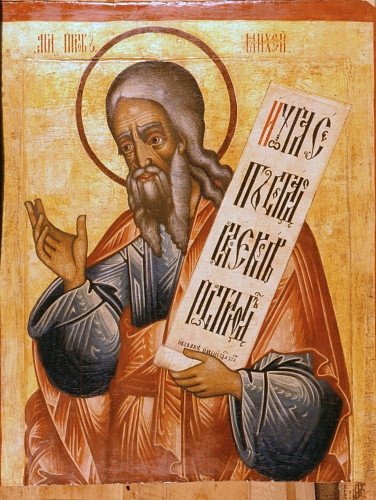
Ікона з пророчого ряду церкви Преображення, Кижи, XVIII ст.

Міхей першим з пророків передбачив, що Юдея буде зруйнована через гріховного поведінки її політичних і релігійних лідерів:
|  | Так, через вас Сіон розораний буде на поле, і Єрусалим зробиться купою руїн, і гора Дому (Господа) буде лісистим пагорбом. (Мих. 3:12) |

Не дивно, що це похмуре передчуття майбутнього євреїв часом робить тон його книги відчайдушним. Михей переконує людей змінюватися якомога швидше, адже час іде. Остання частина його книги містить і пророцтво надії, про дні пришестя Месії, подібне самому відомому пророцтвом Ісайї:
|  | Та буде наприкінці днів, гора дому Господнього міцно поставлена буде вершиною гір, і піднесена буде вона понад узгір'я, і будуть народи до неї пливсти. І підуть численні народи та й скажуть: Ходімо, і вийдім на гору Господню та до дому Якового, і Він буде навчати доріг Своїх нас, і ми будемо ходити стежками Його. Бо вийде Закон із Сіону, а слово Господнє із Єрусалиму. І Він буде судити численні племена, і розсуджувати буде народи міцні аж у далечині. І вони перекують мечі свої на лемеші, а списи свої на серпи. Не підійме меча народ на народ, і більше не будуть навчатись війни!(Мих. 4:1-3) |

Вільям Сирз в книзі «Як злодій вночі» називає його «Вражаючим Міхеєм», який зміг у точності назвати місця появлень Месій: у Вифлеємі та на горі Кармель.